# TNS Polska
TNS Polska – agencja badawcza, zajmująca się badaniem opinii publicznej, powstała w wyniku połączenia TNS OBOP i TNS Pentor.

## Historia
Ośrodek OBOP powstał w 1958 roku. Był najstarszym instytutem badań opinii społecznej w Polsce. Początkowo działał jako Redakcja Badania Opinii Publicznej przy Biurze Listów. 21 grudnia 1958 Włodzimierz Sokorski, przewodniczący Radiokomitetu podjął decyzję o utworzeniu ośrodka; od tego czasu funkcjonował jako Ośrodek Badania Opinii Publicznej. Początkowo jednostka zależna do Telewizji, w 1994 wydzielona została jako osobna spółka. W 1998 została ostatecznie sprywatyzowana i od tego czasu należy do międzynarodowej grupy badawczej TNS, która była jedną z największych organizacji zajmujących się komunikacją marketingową na świecie. TNS posiadała 60% udziałów, a pozostałe 40% zachowała TVP SA. TNS OBOP działała w ramach Grupy Kantar – globalnej sieci zajmującej się badaniami, dostarczaniem insightów i doradztwem. 7 listopada 2011 r. TNS przejął cały pakiet udziałów TVP, stając się tym samym właścicielem 100% udziałów.
OBOP jako jedna z dwóch spółek (obok AGB Nielsen Media Research) dostarczała dane telemetryczne dla telewizji (elektroniczny pomiar widowni telewizyjnej prowadzony jest od 1997). Przed wyborami parlamentarnymi w Polsce jesienią 2011 roku OBOP po raz pierwszy opublikował swoją prognozę wyborczą. Wyniki wyborów – liczone jako liczba głosów oddanych na kandydatów wszystkich kandydujących do Sejmu komitetów wyborczych – pokryły się z tą prognozą z dokładnością kilku dziesiątych punktu procentowego.
30 marca 2012 roku Krajowy Rejestr Sądowy zarejestrował połączenie spółek Pentor Research International oraz Ośrodek Badania Opinii Publicznej. Nowa organizacja przyjęła firmę TNS Polska.
2 kwietnia 2019 roku Kantar Polska ogłosił połączenie marek Kantar TNS i Kantar Millward Brown w jedną markę – Kantar.